# Emanuel Boekman
Emanuel ("Manus") Boekman (Amsterdam, 15 augustus 1889 - aldaar, 15 mei 1940) was een Nederlands politicus, demograaf, statisticus, schrijver en typograaf. Hij staat vooral bekend als bestuurder en wethouder van de Sociaal-Democratische Arbeiderspartij (SDAP) en voorvechter van kunstbeleid door de overheid.

## Biografie
Boekman kwam uit een geslacht van Amsterdamse joodse boekhandelaren (antiquariaat en nieuwe boeken) en was de oudste zoon van Maurits Boekman (1869-1942), aanvankelijk diamantslijper en Heintje Peereboom. Op zijn twaalfde begon hij als letterzetter. Al jong had hij belangstelling voor politiek, en met achttien jaar werd hij voorzitter van zijn vakbond, de Typografen Jongelingen Vereeniging. Hij was aanvankelijk een volgeling van Ferdinand Domela Nieuwenhuis. In zijn vrije tijd studeerde hij hard, waardoor hij zijn positie van typograaf en later vertaler Engels-Nederlands bij drukkerij Binger gedag kon zeggen. Hij behaalde onder meer de middelbare akte staathuishoudkunde.
In 1911 werd Boekman chef de bureau bij de Haveninspectie, en in 1916 chef van de afdeling Wiskunde en Statistiek bij de Rijksverzekeringsbank. Gedurende de vijftien jaar dat hij die functie bekleedde publiceerde hij vele artikelen over allerlei onderwerpen, variërend van statistiek en economie tot werkloosheid en alcoholmisbruik. Vanaf 1921 tot zijn dood in 1940 was hij voor de SDAP lid van de gemeenteraad van Amsterdam. In 1931 werd hij wethouder van onderwijs en kunstzaken tot 1933, en opnieuw vanaf 1935. In 1938 feliciteerde Boekman als lid van het bestuur van de SDAP het vorstenhuis met de geboorte van Beatrix op de VARA-radio, wat hem op een berisping van het SDAP-congres kwam te staan.
Op 6 juni 1939 promoveerde hij aan de Universiteit van Amsterdam bij prof. H.N. ter Veen op het proefschrift Overheid en kunst in Nederland. Na een overzicht van de verhouding tussen overheid en kunst in de 19e en 20e eeuw, beschreef hij een toekomstig cultuurbeleid voor Rijk en gemeenten dat onder meer kunstverbreiding onder het volk en opdrachten voor kunstwerken bij nieuwbouw inhield. Bij de inval van de Duitsers in mei 1940 stond Boekman aanvankelijk op het standpunt dat gezagsdragers niet moesten vluchten. Later was het te laat om via IJmuiden weg te komen naar Groot-Brittannië. Op 15 mei 1940, de dag van de Nederlandse capitulatie voor de Nazi-Duitse overmacht, maakte hij met zijn vrouw en met het bevriende gezin van de socialistische econoom prof. Bob van Gelderen een eind aan zijn leven.
In 1963 werd in Amsterdam de naar hem vernoemde Boekmanstichting opgericht, op initiatief van de Federatie van Kunstenaarsverenigingen. De Boekmanstichting is een onafhankelijk kenniscentrum voor kunst, cultuur en beleid. Boekmans proefschrift wordt nog steeds relevant geacht voor het kunst- en cultuurbeleid van de overheid.

## Publicaties[3]
Onder meer, ook onder pseudoniem J. Smid of Smit:
- (J.Smid) Winstdeeling, Het Weekblad, 17-4-1914
- De socialistische arbeiderstaal, Amsterdam, 1917
- vertaling met S. de Wolff: Karl Johann Kautsky: De dictatuur van het proletariaat, Amsterdam, Emmering, 1919
- De eerste periode der Nederl. arbeidswetgeving, Amsterdam, Ontwikkeling, 1919.
- met Jan van den Tempel: De sociale verzekering in Nederland: beknopt overzicht, Amsterdam, Ontwikkeling, [1923]
- De verspreiding der joden over Nederland, Amsterdam, 1926
- De bevolking van Amsterdam in 1795, [Groningen], [1930]
- met F. M. Wibaut: Uit het werk van Dr. F.M. Wibaut, Amsterdam, Arbeiderspers, 1934
- met B. Montagnon e.a.: Neo-socialisme?: orde, gezag, natie, Amsterdam: Querido, 1934
- De verspreiding der Joden over Nederland 1830-1930, [Groningen], [1934]
- De S.D.A.P. roept U!, Amsterdam, Secretariaat S.D.A.P., [1936]
- Demografie van de joden in Nederland, Amsterdam, M. Hertzberger, 1936
- met Johan Willem Albarda, Piet Schumacher, Koos Vorrink en H. B. Wiardi Beckman: Een kwart eeuw parlementaire werkzaamheid in dienst van de bevrijding der Nederlandse arbeidersklasse: een beeld van de groei der Nederlandse volksgemeenschap, Amsterdam, Arbeiderspers, 1938
- Boekman, E., Overheid en kunst in Nederland, 1939 bij de Digitale Bibliotheek voor de Nederlandse Letteren (dbnl)